# Marta Esquivel Rodríguez
Marta Eugenia Esquivel Rodríguez (Catedral, San José, 28 de septiembre de 1964) es una abogada costarricense con más de 20 años de experiencia, especialista en políticas públicas y justicia de género, derecho constitucional, derecho del trabajo y la seguridad social. Fue magistrada suplente de la Sala Constitucional de la Corte Suprema de Justicia de Costa Rica entre 2017 y 2021. Fue ministra de Trabajo y Seguridad Social en el gobierno de Rodrigo Chaves Robles. Es expresidenta de la Junta Directiva de la Caja Costarricense de Seguro, suspendidad del cargo bajo aparente delito de tráfico de influencias.

## Vida familiar
Hija de Óscar Esquivel Jiménez y Miriam Rodríguez Astorga.
En 1989 se casó con Ricardo Vargas Vásquez, de quien fue asesora en la Procuraduría General de la República. De su matrimonio nacieron dos hijas: Verónica (luchadora de MMA) en 1990 y Maricruz en 1992.
Se divorció en 2019.
Vivió varios años en la provincia de Limón, donde ejerció la mayor parte de su carrera profesional.

## Estudios
En marzo y abril de 1989 se graduó respectivamente como notaria y licenciada en Derecho por la Universidad de Costa Rica (UCR). Entre abril del 2012 y noviembre de 2015 estudió la maestría en Derecho del Trabajo y la Seguridad Social en la Universidad Estatal a Distancia (UNED). Entre enero de 2021 y diciembre de 2022 cursó el doctorado en Derecho Constitucional en la Escuela Libre de Derecho y entre abril del 2020 y mayo del 2012 cursó la especialización en Políticas Públicas y Justicia de Género en la Facultad Latinoamericana de Ciencias Sociales (FLACSO) en Argentina.

## Carrera profesional y pública
Esquivel trabajó como gerente de Relaciones Laborales de la Corporación Agrícola Del Monte, una compañía bananera de la provincia de Limón desde septiembre del 2010 hasta enero del 2017. En enero de 2013 firmó en representación de la empresa la primera convención colectiva de trabajadores bananeros de Sixaola que reconocía los derechos culturales indígenas, algo considerado "histórico" por la Iglesia Luterana que acompañó el proceso.
También laboró en la Dirección General de Servicio Civil, la Procuraduría General de la República y el Instituto Costarricense de Puertos del Pacífico (INCOP).
En octubre de 2018 fue nombrada jueza de Trabajo del Poder Judicial en San José, pero en mayo del 2019 y hasta julio del 2020 pasó a ser juez de segunda instancia en el Tribunal de Apelaciones de Limón. En ese cargo le correspondió conocer los recursos de apelación en materia laboral y civil de toda la provincia de Limón, los cuales eran resueltos por el despacho a más tardar un mes después de ingresados.
A finales de 2017 fue propuesta como magistrada suplente de la Sala Constitucional, siendo electa por la Asamblea Legislativa en diciembre de ese año para un periodo de ocho años. A pesar de ser suplente, ejerció la magistratura de forma continua por dos años: primero de mayo del 2018 a febrero del 2020; luego de agosto a octubre del 2021 y finalmente del 1 al 16 de diciembre de 2021. 
Esquivel fue parte del Tribunal Constitucional cuando se deliberó el caso que reconocería el derecho al matrimonio igualitario en Costa Rica, la consulta de constitucionalidad presentada contra la Ley de Fortalecimiento de las Finanzas Públicas, y la sentencia que ordenó a la Caja Costarricense de Seguro Social generar un plan para solucionar las listas de espera.

### Labor como magistrada
Esquivel concurrió con el magistrado Paul Rueda Leal en la propuesta de otorgar un plazo de 18 meses a la Asamblea Legislativa para adecuar las leyes costarricenses al reconocimiento del matrimonio entre personas del mismo sexo, bajo pena de que de incumplir ese plazo la prohibición existente quedaría derogada y por ende, el matrimonio igualitario quedaría permitido en el país.
Aunque era una tesis de solo dos magistrados de un total de siete que integran el Tribunal, los magistrados Fernando Cruz Castro y Nancy Hernández López se sumaron a la tesis de Rueda y Esquivel, únicamente para efectos de conformar la mayoría necesaria.
En julio de 2018 fue parte de un grupo de 10 magistrados de la Corte Suprema de Justicia que pidieron a la Asamblea Legislativa realizar una reforma al artículo 165 de la Constitución Política para que los procedimientos disciplinarios contra los magistrados del Poder Judicial se votaran de forma pública y con mayoría simple, en lugar de forma secreta y con mayoría calificada como es la norma.
Dicha carta fue emitida luego de que la Corte, ejerciendo potestades disciplinarias, impusiera una sanción muy leve contra los magistrados de la Sala de Casación Penal de la Corte que habían desestimado, con argumentos falsos, una causa penal por el caso del cementazo, debido a que no se alcanzó en primera instancia la mayoría requerida para imponer una suspensión temporal del cargo como medida disciplinaria.
Además, Esquivel fue la autora de la sentencia de la Sala Constitucional que ordenó a la Caja Costarricense de Seguro Social elaborar en seis meses plazo un sistema de gestión integrado para solventar los problemas de lista de espera, y que incorporara soluciones a las causas estructurales reconocidas por la propia institución, entre otras, ausencia de infraestructura adecuada, aumento poblacional, las consideraciones epidemiológicas, ausencia de un sistema adecuado para cubrir la falta de médicos especialistas, necesidades de equipamiento y demanda en aumento del primer nivel de atención, así como el ausentismo de pacientes a citas en diversos centros médicos de la institución recurrida.
Según el sistema de búsqueda de información judicial, Esquivel fue la redactora de 830 resoluciones de la Sala Constitucional consideradas "relevantes", 72 de ellas en el ámbito laboral, 36 en derecho a la información, 33 en temas municipales, 24 en temas de salud y 21 en temas que involucraban minorías.
A finales de 2018 Esquivel postuló ante la Asamblea Legislativa para ocupar la plaza propietaria vacante dejada tras la jubilación del magistrado Ernesto Jinesta Lobo, sin embargo fue excluida del proceso legislativo al obtener una nota entre atestados y desempeño de entrevista del 65,27.

## Gobierno Chaves Robles
El 22 de abril de 2022 Rodrigo Chaves anunció que Esquivel asumiría la cabeza del Ministerio de Trabajo y Seguridad Social durante su gobierno, por lo que la funcionaria solicitó un permiso sin goce de salario al Poder Judicial entre el 8 de mayo de 2022 y hasta el 7 de mayo de 2023, con posibilidad de prórrogas. La Corte Plena le aprobó el permiso el 3 de mayo con 20 votos a favor y 2 en contra.
Durante su gestión en el MTSS se suscribió un acuerdo con la empresa venezolana Aluminios Nacionales S.A. (Alunasa), quien tras su cierre de operaciones en el país adeudaba el pago de prestaciones legales a más de 100 trabajadores despedidos. En el tiempo durante el cual estuvo en el cargo se suscribieron 7815 acuerdos de conciliación, seis homologaciones de convenciones colectivas y 3359 inscripciones de organizaciones sociales.
Tras la destitución de Álvaro Ramos Chaves como presidente de la Caja Costarricense de Seguro Social (CCSS), fue nombrada por el Consejo de Gobierno el 17 de septiembre de 2022 como nueva presidenta de esa institución. Dado que su permiso en el Poder Judicial era para ejercer como ministra de Gobierno, Esquivel renunció a su plaza en propiedad de jueza.
Tras su nombramiento en la CCSS intentó revertir el reconocimiento del aumento salarial a los 63.000 empleados de la institución que estaban esperándolo desde antes del estallido de la pandemia de COVID-19, y en su lugar planteó reconocerlo hasta que se determinara que no violentaba la regla fiscal contenida en la Ley de Fortalecimiento de las Finanzas Públicas, pese a que la Sala Constitucional de la que ella fue parte había señalado que esa institución estaba totalmente excluida de dicha regla.
El 7 de diciembre de 2022 Esquivel anunció junto al presidente de la República la denuncia penal y suspensión de cinco directivos de la Caja Costarricense de Seguro Social, acusándolos de conflicto de interés al haber aprobado reconocer un aumento salarial, teniendo ellos parientes que trabajaban en la institución. La suspensión fue criticada por los sectores encargados del nombramiento de esos directivos, pues el artículo 8 de la Ley Constitutiva de la CCSS indica que los representantes de los sectores son inamovibles, salvo que llegue a declararse en su contra alguna responsabilidad legal o que caigan dentro de las previsiones de los artículos 7.º, inciso b) y 9.º de dicha ley. La suspensión y posterior renuncia de otro directivo dejó desintegrada a la Junta Directiva hasta que el sector patronal repuso a su representante que renunció. Las sesiones siguientes se realizaron sin representantes de los trabajadores debido a la suspensión de la que fueron objeto. El 8 de febrero de 2023 el presidente de la República anunció que el Consejo de Gobierno había nombrado representantes transitorios de las cooperativas, el solidarismo y los sindicatos en la junta de la CCSS, pese a que los últimos dos ratificaron a sus miembros suspendidos o desconocieron la legalidad de la suspensión desde un inicio, lo que generó acusaciones de que el Gobierno había perpetrado un golpe de Estado a la junta de la institución.
Pese a que la Auditoría Interna de la CCSS descartó que los directivos suspendidos hubiesen incurrido en conflicto de interés pues se trató de un acuerdo de alcance general, Esquivel apeló.
En febrero de 2023 fue denunciada por acoso laboral en contra de la secretaria de actas de la junta directiva de la Caja, y por el director jurídico de la institución.
Durante su gestión se ordenó suspender los proyectos de infraestructura en salud alegando vulnerabilidad financiera de la institución. Previamente había alegado que la Caja entraría en problemas financieros para el año 2026, pero descartó cobrarle al Estado la histórica deuda billonaria para con la Caja hasta que "pusiera orden" a lo interno de la institución.